# Dyedkara Isesi
Dyedkara Isesi fue el penúltimo faraón de la dinastía V de Egipto de c. 2410 a 2372 a. C.

## Biografía
No se conoce bien su parentesco. Probablemente su padre fue Menkauhor, se casase con Meresanj IV y sus hijos fueran Isesianj, Raemkuy y posiblemente Unis.
Manetón, según Sexto Julio Africano, le llama Tankeres y le atribuyó 44 años de reinado. Según el Canon de Turín, Dyedy, gobernó 28 (o 38) años. Aparece como Dyedkara en la Lista Real de Abidos y como Maatkara en la Lista Real de Saqqara.
Dyedkara limitó el poder del único gran chaty (el de Menfis) creando un nuevo cargo, el de chaty del Sur para el Alto Egipto.
Siguió con la actividad minera en la zona de Uadi Maghara (Sinaí) y Asuán.
Continuó con la política de relaciones diplomáticas con Biblos y Nubia. Organizó una expedición al país de Punt.

## Construcciones de su época

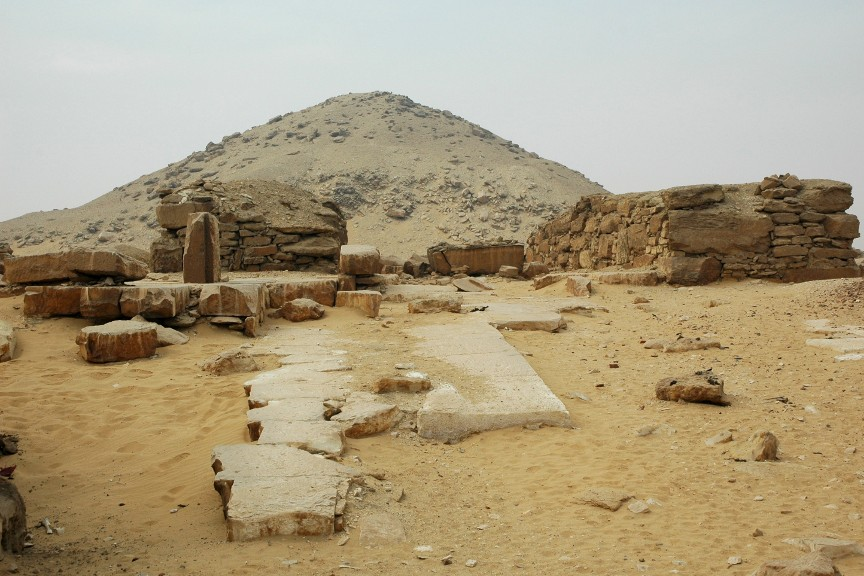
Restos del complejo funerario de Dyedkara Isesi en Saqqara.

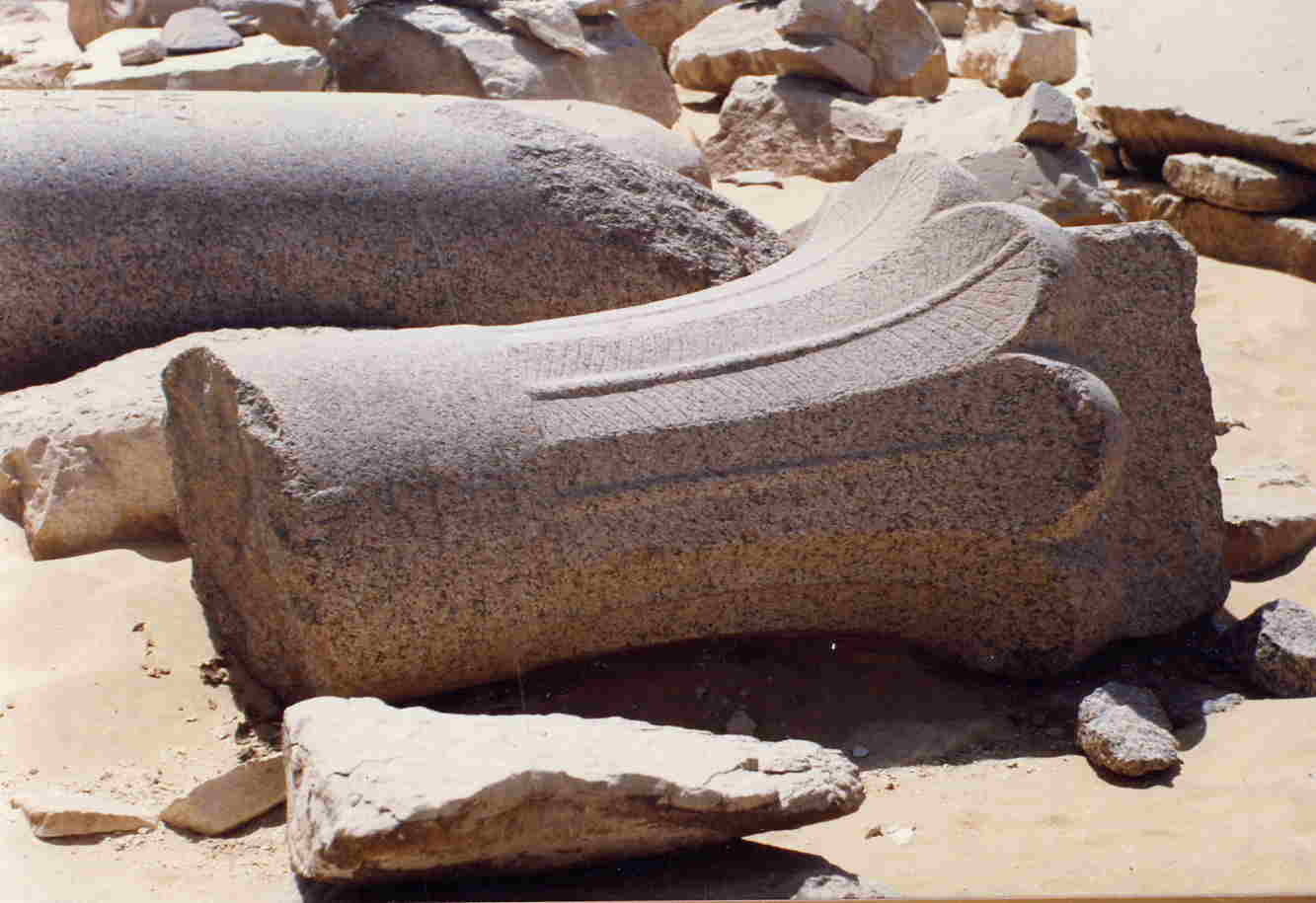
Capiteles palmiformes de las columnas del templo de Dyedkara Isesi en Saqqara.

Mandó erigir su complejo funerario en Saqqara, conformado por:
- La pirámide (altura original 52’5 m, base 78’5 m, pendiente 53º 7’ 48”) con antecámara, una sala de almacenaje, serdab, y cámara funeraria con el sarcófago de gres negro (destruido), donde se encontró la momia de un hombre de unos 50 años, tal vez Dyedkara.

- El templo de la pirámide constaba de un patio abierto, porticado, con columnas de granito y capiteles palmiformes, un gran salón, la sala de ofrendas y almacenes. Se encontraron fragmentos de relieves y de estatuas de prisioneros extranjeros, y de animales.

- El templo del valle, someramente investigado.

- Una pequeña pirámide de una reina con un templo funerario.

La tumba de la reina Meresanj IV se encuentra en Saqqara, las tumbas de sus hijos y de sus oficiales, en Abusir.

## Titulatura
| Titulatura | Jeroglífico | Transliteración (transcripción) - traducción - (referencias) |

| G5 |

| G5 |

| R11 | N28 | G43 |

| R11 | N28 | G43 |

| R11 | N28 | G43 |

| R11 | N28 | G43 |

| G5 |

| G5 |

| R11 | N28 | G43 |

| R11 | N28 | G43 |

| R11 | N28 | G43 |

| R11 | N28 | G43 |

| G16 |

| G16 |

| R11 | N28 | G43 |

| R11 | N28 | G43 |

| G16 |

| G16 |

| R11 | N28 | G43 |

| R11 | N28 | G43 |

| G8 |

| G8 |

| R11 |

| R11 |

| G8 |

| G8 |

| R11 |

| R11 |

| N5 | R11 | D28 |

| N5 | R11 | D28 |

| N5 | R11 | D28 |

| N5 | R11 | D28 |

| N5 | R11 | D28 |

| N5 | R11 | D28 |

| N5 | R11 | D28 |

| N5 | R11 | D28 |

| N5 | R11 | D28 |

| N5 | R11 | D28 |

| N5 | R11 | D28 |

| N5 | R11 | D28 |

| N5 | R11 | D28 |

| N5 | R11 | D28 |

| N5 | R11 | D28 |

| N5 | R11 | D28 |

| i | O34 · O34 | i |

| i | O34 · O34 | i |

| i | O34 · O34 | i |

| i | O34 · O34 | i |

| i | O34 · O34 | i |

| i | O34 · O34 | i |

| i | O34 · O34 | i |

| i | O34 · O34 | i |

| i | O34 · O34 | i |

| i | O34 · O34 | i |

| i | O34 · O34 | i |

| i | O34 · O34 | i |

| i | O34 · O34 | i |

| i | O34 · O34 | i |

| i | O34 · O34 | i |

| i | O34 · O34 | i |